# Пиская пуща

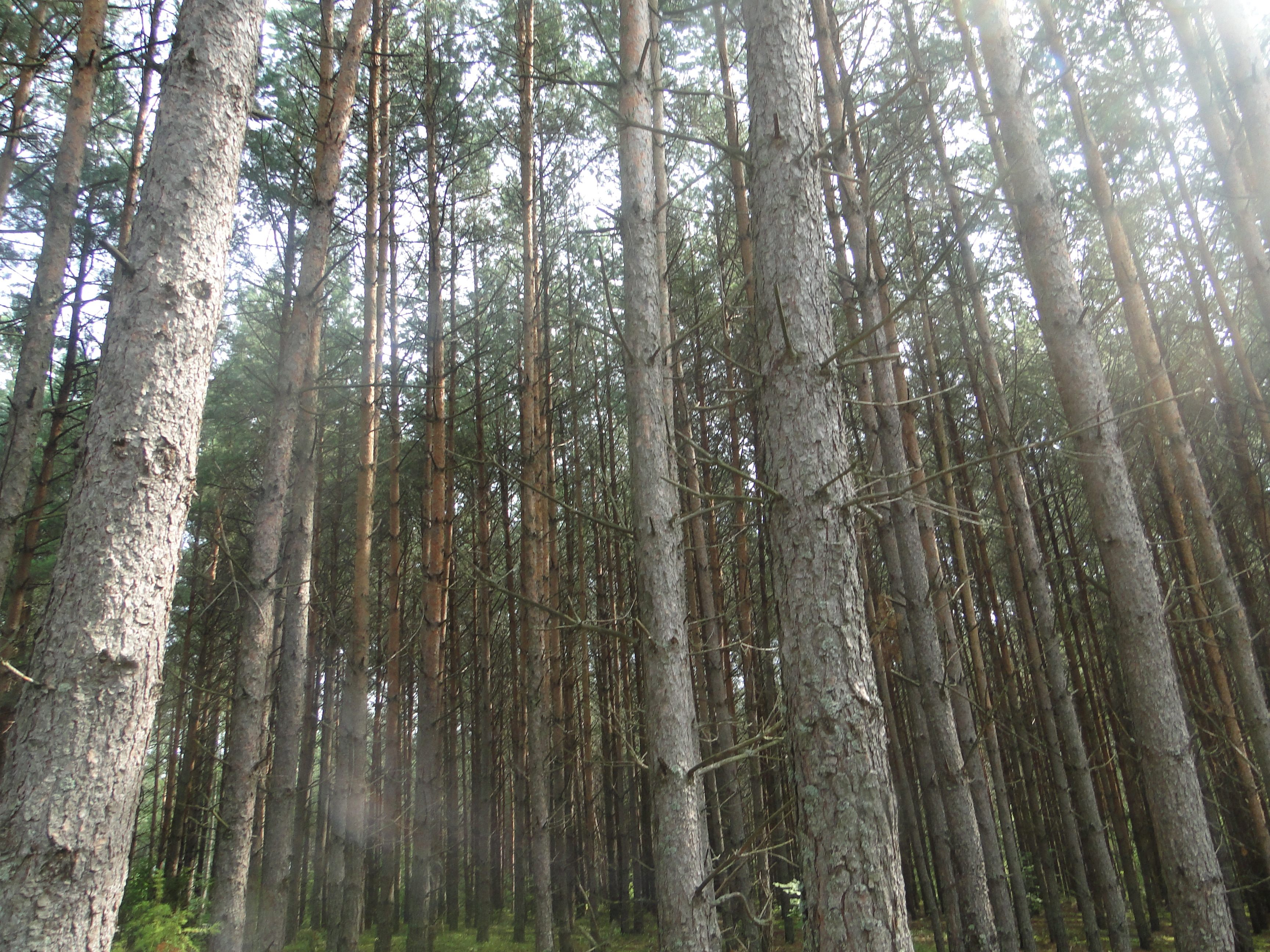
Пуща Писка

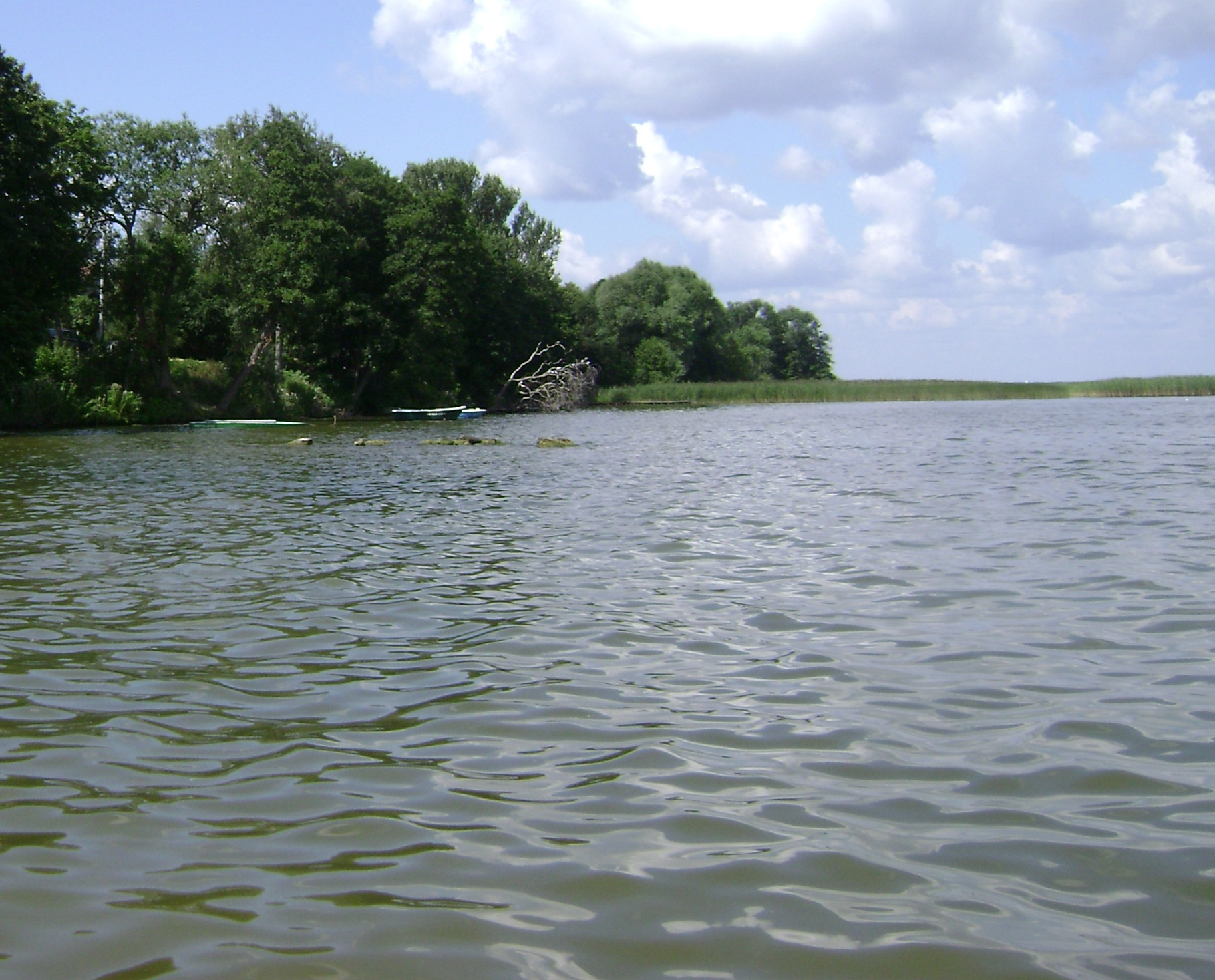
Снярдвы, озеро у леса Пиш близ города Ручане-Нида

Пиская пуща, или лес Пиш (пол. Puszcza Piska), (нем. Johannisburger Heide — Иоганнисбургский лес) ― крупнейший лесной массив Мазурского воеводства Польши, ранее Восточной Пруссии. 

## История
Ранее в Иоганнисбургск лесу было несколько скитов и монастырей русских раскольников-филипповцев, сохранивших до Первой мировой войны в неприкосновенности свою национальность, обычаи и язык, также в лесном массиве было несколько деревень (Экерсдорф, Укта и другие) населённые исключительно раскольниками, по всей вероятности уничтожены в ходе Первой и Второй мировых войн, и ополячиванием. 
Массив леса примыкает к Мазурской низменности. Ранее была известна, у поляков, как Яньсборска пуща, теперь носит имя реки Писа, которая граничит с лесом вдоль своего западного берега.
Пиская пуща являет собой уникальное сочетание хвойных деревьев, озер и рек. Общая площадь составляет около 100 000 га. Граничит с городами Миколайки, Мронгово, Пецки, Сорквиты, Бискупец, Бяла-писка, Ожиш, Пиш, Ручане-Нида, Розоги, Щитно, Свиетайно, Кольно, Туросль и Лысе. В лесу находится большое количество озер, которые имеют статус природных заповедников, в том числе и Снярдвы, самое большое озеро в Польше. В пуще текут две реки – Крутыня и Писа, имеется также множество мелких притоков и ручьёв.

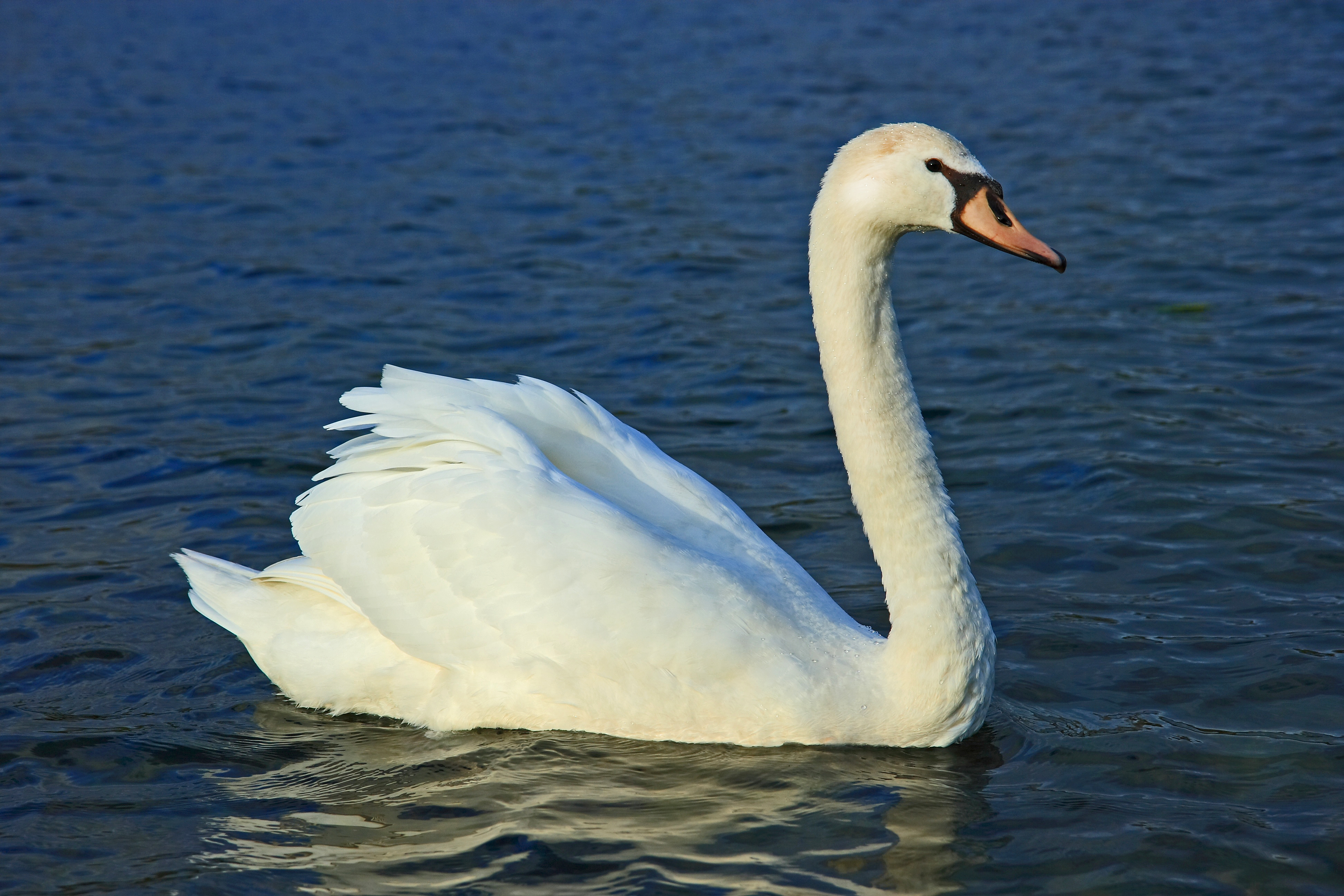
Лебедь-шипун

Южная часть леса произрастает на песках и низменных болотах. Почвы лесы истощаются притоками Нарева, а также множеством озёр. Северная часть комплекса граничит с Мазурскими озерам. Лес состоит из сосновых и еловых рощ. Встречаются также берёза, осина, клен, ольха и дуб, который растёт на песчаных почвах, главным образом на южной оконечности леса. Самым известным среди местных деревьев является «Мазурская сосна», которая стоит у восточного края озера Мокре. Она достигает высоты 40 м, а её возраст составляет около 200 лет.
Пиская пуща является птичьим заповедником европейского масштаба. Самый главный заповедник расположен на озере Лукнайно недалеко от города Миколайки, который признан ЮНЕСКО в качестве биосферного заповедника. Заповедник является домом для лебедя-шипуна, который родом происходит из умеренных районов Европы и Западной Азии, и во время линьки прибывает на озёра, причём их число достигает до 2000 особей. В лесу живут многие виды диких животных, среди них: олень, вапити, лось, кабан, заяц, лиса и недавно появившиеся вновь рыси. На водно-болотных угодьях, насыщенных водой, можно встретить бобра. Символом парка является белый аист, гнёзда которого часто встречаются на всём протяжении леса.